# Gonophora cariosicollis
Gonophora cariosicollis es una especie de insecto coleóptero de la familia Chrysomelidae. Fue descrita en 1903 por Gestro.